# Uchquduq
Uchquduq (uzb. cyr.: Учқудуқ; ros.: Учкудук, Uczkuduk) – miasto w środkowym Uzbekistanie, w wilajecie nawojskim, na pustyni Kyzył-kum, u podnóża gór Boʻkantov, siedziba administracyjna tumanu Uchquduq. W 1989 roku liczyło ok. 24 tys. mieszkańców. Ośrodek przemysłu wydobywczego.
Miejscowość otrzymała prawa miejskie w 1978 roku.